# Llengües maidu
Les llengües maidu (també anomenades maidun, maiduan i pujunan) són una petita família de llengües en perill de desaparició que es troba en el nord-est de Califòrnia, Estats Units.
Les llengües maidu es van parlar en una àrea de forma aproximadament rectangular, que les seves cantonades coincideixen aproximadament amb Mount Lassen, Honey Lake, Kit Carson Pass i la confluència dels rius Sacramento i American, un territori d'unes 150 milles de llarg per unes 75 milles d'ample. La major part de la comarca està situada en Serra Nevada i els pujols que l'antecedeixen, encara que la part oest cau sobre les terres baixes de la vall de Sacramento.

## Classificació

### Llengües de la família

Llengües maidu de Califòrnia.

La família maidu consta de 4 llengües:
1. Maidu (també anomenada Maidu, Maidu Nord-est, Maidu de la Muntanya) 2 parlants (1994)[2]
2. Chico (també Maidu de la Vall), el més similar al maidu del nord-est. (†)[3]
3. Konkow (també Maidu del Nord-oest), més similar al maidu del nord-est i el chico. 4 (1994)[4]
4. Nisenan (també Maidu del Sud), que és el més divergent del grup. 1 (1994)[5]

Aquestes llengües tenen una fonologia similar, però difereixen significativament en termes de gramàtica. No són llengües mútuament intel·ligibles, encara quan molts treballs sovint es refereixen a tots els parlants d'aquestes llengües com maidu. Els dialectes Chico són poc coneguts a causa de l'escassetat de documentació, per la qual cosa la seva relació genètica precisa amb els altres probablement no pugui ser determinada (Mithun 1999).
El Noi és actualment una llengua extingida. Les altres tres llengües estan en gran perill de desaparició: El maidu Nord-est té 1 o 2 parlants, el konkow té 3 o 6, i el nisenan només un.

### Relacions amb altres llengües
Les maidu mostren un parentiu lèxic més proper amb les llengües yokuts, formant la família pen, subgrup que Sapir va identificar com un dels dos principals que constitueix el penutià nuclear o família yok-uti. Aquesta relació es considera altament probable pels americanistes. Més enllà d'aquesta relació poc disputada s'ha proposat que el penutià californià format pel grup pen, el grup uti i el grup wintu formaria una unitat filogenètica vàlida (encara que hi ha certs dubtes sobre si el wintu ha de quedar fora d'aquest grup).
En aquesta mateixa proposta la hipòtesi penutiana suggereix que el penutià californià juntament amb altres llengües de Califòrnia i la costa pacífica d'Amèrica del Nord formen la macrofamília penutiana, una unitat filogenètica controvertida que no és plenament acceptada per tots els americanistes.

## Descripció lingüística

### Fonologia
William Shipley ofereix una reconstrucció preliminar del proto-maidu sobre la base d'una mica més d'un centenar de cognats presos del maidu del nord-est i del nisenan les dues llengües més divergents entre les llengües maidu, que són a més les millor documentades. L'inventari consonàntic reconstruït per Shipley pel proto-maidu, l'antecessor comú de les llengües maidu ve donat:
|                 | Labial | Alveolar | Palatal | Velar | Glotal |
| --------------- | ------ | -------- | ------- | ----- | ------ |
| Ocl. no-glotal. | *p, *b | *t, *d   |         | *k    |        |
| Ocl. glotal.    | *pʔ    |          | *tʔ     | *kʔ   | *ʔ     |
| Africada        |        | *t͡sʔ     |         |       |        |
| Fricativa       |        | *s       |         |       | *h     |
| Aproximants     | *w     | *l       | *j      |       |        |
| Nasal           | *m     | *n       |         |       |        |